# Dicranopselaphus bicolor
Dicranopselaphus bicolor is een keversoort uit de familie keikevers (Psephenidae). De wetenschappelijke naam van de soort werd in 1996 gepubliceerd door Lee & Yang.